# ميشال سنان
ميشال سنان هو منتج ومذيع تلفزيوني لبناني اشتهر بتقديمه النسخة العربية من ديل أور نو ديل في أل بي سي والنسخة اللبنانية منه في أم تي في وجيل التحدي في تلفزيون دبي.

## النشأة والمسيرة
ولد ميشال سنان لأب لبناني وأم بريطانية، وينحدر من بلدة عين زبدة في البقاع الغربي ونشأ في منطقة الحدث. درس في المعهد الانطوني في بعبدا وتابع تحصيله العلمي في جامعة القديس يوسف ومن ثم في جامعة سيدة اللويزة حيث نال شهادة في الإعلام والراديو والتلفزيون. بدأ مسيرته الإعلامية في أوائل تسعينات القرن الماضي، كرابط فقرات البرامج على قناة سي 33 الناطقة بالفرنسية والتابعة لـأل بي سي ثم انتقل إلى تقديم النشرة الجوية في القناة العربية.

## أعماله
اشتهر ميشال سنان بعد أن وقع الاختيار عليه لتقديم النسخة العربية من البرنامج العالمي صفقة أو لا صفقة المسماة ديل أور نو ديل. وهذه أبرز أعماله:
- ديل أور نو ديل (النسخة العربية) على أل بي سي؛ 2005-2006
- جيل التحدي على تلفزيون دبي؛ 2008
- برنامج «أميرة» مع أميرة الفضل على قناة الآن؛
- ديل أور نو ديل (النسخة اللبنانية) على ام تي في؛ 2009-2010
- ينتج برنامج "alive" حاليا على أم تي في

## وصلات خارجية
- ميشال سنان: لا أعمل على تلميع صورتي كمقدِّم